# Hobscheid
Hobscheid (luxemburguès Habscht) és una comuna i vila a l'est de Luxemburg, que forma part del cantó de Capellen. Comprèn les viles de Hobscheid i Eischen.

## Població
| Nacionalitat   | Població | %      |
| -------------- | -------- | ------ |
| luxemburguesos | 1.927    | 75,19% |
| Forasters      | 636      | 24,81% |
| - portuguesos  | 134      | 5,23%  |
| - francesos    | 77       | 3,00%  |
| - italians     | 41       | 1,60%  |
| - belgues      | 282      | 11,00% |
| - alemanys     | 20       | 0,78%  |
| - iugoslaus    | 23       | 0,90%  |
| - altres       | 59       | 2,30%  |

## Evolució demogràfica
| Any        | Població |
| ---------- | -------- |
| 15/02/2001 | 2.563    |
| 01/01/2002 | 2.579    |
| 01/01/2003 | 2.609    |
| 01/01/2004 | 2.668    |
| 01/01/2005 | 2.729    |